# 殷通
殷 通（いん つう、? - 二世皇帝元年7月（紀元前209年9月））は、秦の会稽郡守。『史記』本文には姓の記載はなく、『通』とあるのみであるが、『史記集解』の引用する『楚漢春秋』に姓が記載され、仮の会稽郡守とされる。

## 生涯
始皇37年（紀元前210年）に始皇帝が崩御する。
二世元年（紀元前209年）7月、陳勝・呉広の乱が起こる。陳勝たちは陳を制圧すると、陳勝は国号を張楚とし、王を名乗った。
陳勝は、各地に呉広・周文・武臣・周巿・鄧宗・葛嬰を派遣し、秦の土地を攻略させた。
同年9月、そこで、殷通は秦から派遣された官吏でありながら、秦朝を見捨てて、反秦蜂起に立ち上がろうとした。殷通は、会稽郡の郡役所が置かれていた呉県の顔役になっており、地元の有力者である旧楚の武門出身で、項燕の子にあたる項梁と相談して、「江西地方では全て反乱を起きている。これは、天が秦を滅ぼそうとしているのだろう。私は、『先んずれば即ち人を制し、後るれば則（すなわ）ち人に制せられる（先手を打てば、他人を制することができるが、後手に回れば他人に制せられてしまう）』 という言葉を聞いたことがある。私はあなた（項梁）と桓楚を将として兵を発し（て、秦に反乱を起こし）たいのだ」と述べた。
この時、桓楚は沢中に亡命していた。項梁は、「桓楚は逃亡しており、人々は彼の所在を知りません。ただ一人、私の甥の項羽（項羽）だけが知っています」と答えた。項梁は外に出て、剣を持って外で待っていた項羽に言い含めた。項梁は、また、殷通のところに入ってきて、殷通と同席して言った。「どうか、項羽を召して命令を受け入れされて、桓楚を召しいれさせてください」。殷通が承知すると、項梁は項羽を召し入れて、また入ってきた。しばらくして、項梁は項羽に目配せして、「実行しろ」と言った。そこで、項羽は剣を抜き、殷通の首を刎ね、殷通は死亡した。
項梁は殷通の頭を持ち、殷通が身に着けていた印綬を身に帯びた。殷通の部下は、大変驚き、大騒ぎとなった。項羽は、100人近く を撃ち殺した。会稽郡府のものは皆、恐れ伏して、あえて起きるものもいなかった。
項梁はそのまま旧知の主要な役人を召しいれ、諭して大事を行うことして、呉県にして兵を挙げ、他の県を収めて、会稽郡を制圧した。
『史記』ではわずかな記述しかないが、この時代を扱った創作作品では、登場することが多く、長與善郎の『項羽と劉邦』では、主人公の一人として、殷通の娘である殷桃娘（架空の人物）が登場し、後に韓信の妻となっている。